# Blučići
Blučići är en ort i Bosnien och Hercegovina.   Den ligger i entiteten Federationen Bosnien och Hercegovina, i den centrala delen av landet, 50 km väster om huvudstaden Sarajevo. Blučići ligger 406 meter över havet och antalet invånare är 115.
Terrängen runt Blučići är bergig söderut, men norrut är den kuperad.Närmaste större samhälle är Konjic, 16,2 km sydost om Blučići. 
I omgivningarna runt Blučići växer i huvudsak lövfällande lövskog. Runt Blučići är det ganska tätbefolkat, med 93 invånare per kvadratkilometer.